# Parchi nazionali degli Stati Uniti d'America

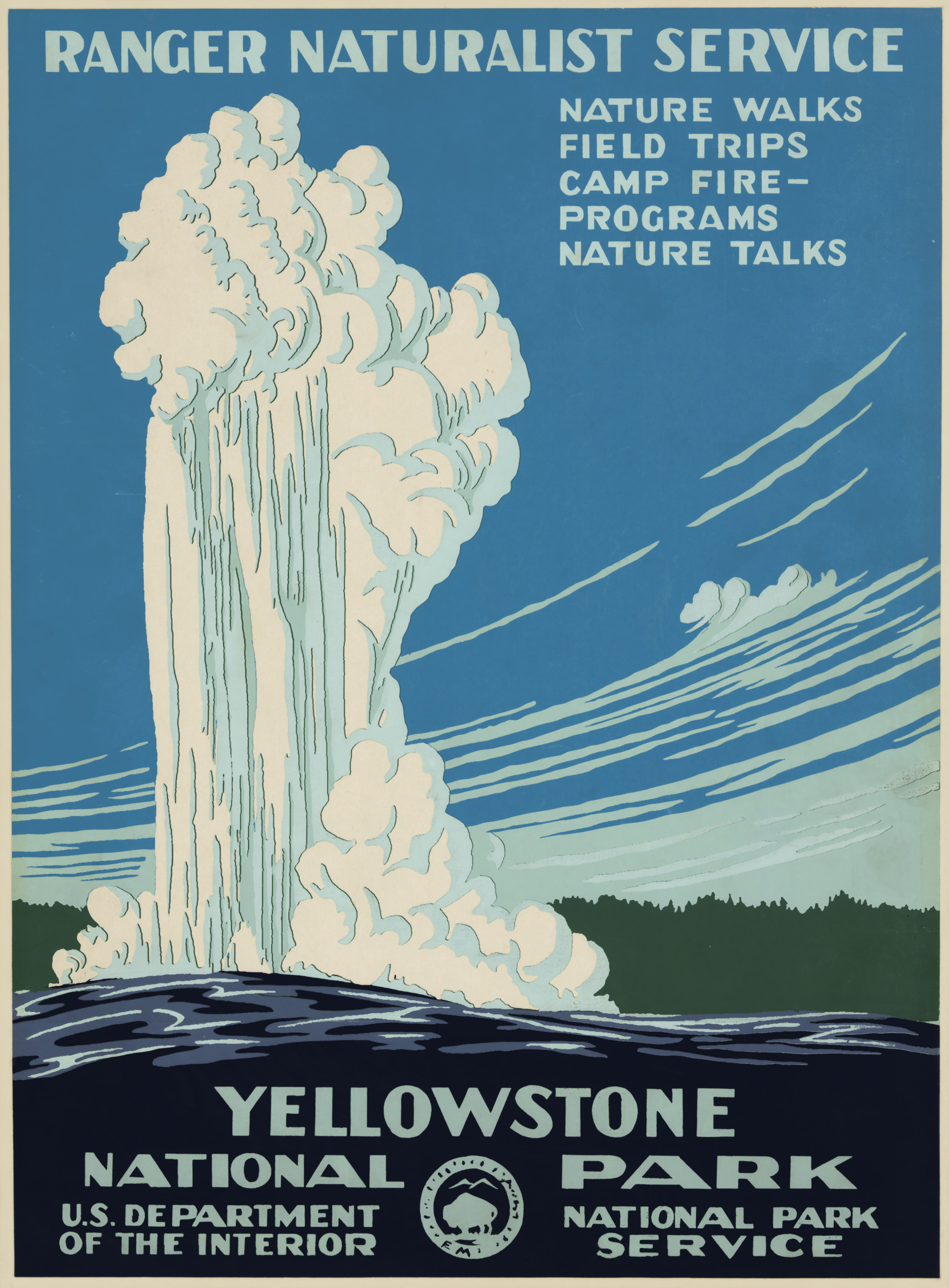
Poster del 1938 che promuove il Parco nazionale di Yellowstone, il primo parco nazionale al mondo

Gli Stati Uniti contano 63 parchi nazionali, ovvero delle aree protette designate dal Congresso e gestiti dal National Park Service, un'agenzia del Dipartimento degli interni. I parchi nazionali vengono designati per la bellezza della natura dell'area in questione, per le caratteristiche geologiche uniche, per i diversi ecosistemi che ospitano e per le opportunità ricreative che consentono di compiere. Da un punto di vista legislativo, ogni luogo protetto è accomunato da disposizioni che sanciscono alcuni divieti, inclusi ad esempio quelli relativi alla caccia e all'estrazione mineraria. Anche i monumenti nazionali, ovvero dei siti ritenuti altrettanto meritevoli di tutela da Washington, beneficiano di una propria protezione per via del loro valore storico o archeologico. Otto parchi nazionali (di cui sei in Alaska) rientrano in riserve nazionali, cioè aree che hanno caratteristiche normalmente associate ai parchi nazionali, ma dove sono consentite alcune attività di sfruttamento delle risorse naturali e la cui superficie non rientra nell'elenco in questione. Le 423 unità del Sistema dei parchi nazionali comprendono ognuna delle aree protette sul territorio nazionale, malgrado alcuni siti presentino una designazione formale differente.
Il primo disegno di legge volto a istituire un parco nazionale negli USA, nello specifico quello di Yellowstone, fu firmato dal presidente Ulysses S. Grant nel 1872. In seguito, avvenne la designazione del Parco nazionale di Mackinac nel 1875 (abolito nel 1895), di Rock Creek (poi confluito nel National Capital), di Sequoia e di Yosemite nel 1890. L'Organic Act del 1916 istituì l'ente pubblico denominato National Park Service «conservare il paesaggio e gli oggetti naturali e storici nonché la vita selvaggia in esso contenuti e provvedere al godimento degli stessi in maniera e con mezzi tali da lasciarli inalterati per il godimento delle future generazioni». Molti dei parchi nazionali attuali ricadevano in passato nella categoria dei monumenti nazionali nominati dal presidente ai sensi dell'Antiquities Act del 1906 o da altre designazioni create dal Congresso. Il parco nazionale di istituzione più recente è il New River Gorge, invero precedentemente riconosciuto con il titolo fiume nazionale, mentre l'area che prima non rientrava in nessuna delle categorie tutelate è il Parco nazionale delle Samoa americane. Alcuni vecchi parchi nazionali non godono più della designazione riconosciuta decenni fa o sono stati sciolti. Quattordici parchi nazionali vantano anche all'interno dei patrimoni dell'umanità riconosciuti dall'UNESCO, mentre ventuno parchi nazionali sono compresi nelle riserve della biosfera, con otto parchi nazionali compresi in entrambi i programmi.
Sono trenta gli stati che ospitano dei parchi nazionali, così come i territori delle Samoa Americane e le Isole Vergini. Lo stato con il maggior numero di parchi nazionali è la California, che ne conta nove, risultando seguita poi dall'Alaska con otto, dallo Utah con cinque e dal Colorado con quattro. La più estesa zona protetta è quella di Wrangell-St. Elias, localizzata in Alaska: con i suoi circa 32.375 km², la sola ampiezza del parco è superiore ai nove stati più piccoli ed è di poco minore rispetto all'intero territorio della Moldavia. Anche il secondo, il terzo e il quarto parco più grande si trovano in Alaska. Quello con la superficie più ridotta è il Parco nazionale dell'Arco della porta, in Missouri, che misura 0,37 km². I chilometri quadrati totali rientranti nei parchi nazionali sono 211.000 (più della grandezza della Bielorussia), per una media di 3.350 km² e una mediana di soli 840 km².
I parchi nazionali hanno fatto registrare un record di visite nel 2017, con oltre 84 milioni di visitatori e un ulteriore incremento conseguito nel 2018 con un aumento dello 0,1%. Il Great Smoky Mountains, collocato nella Carolina del Nord e il Tennessee, è il parco più visitato dal 1944, avendo fatto registrare oltre 14 milioni di visitatori nel 2021. Al contrario, solo circa 7.000 persone hanno visitato il remoto Gates of the Arctic in Alaska nel 2021.

## Parchi nazionali
Mappa di tutte le coordinate: OpenStreetMap  · Bing (max 200) - Esporta: KML  · GeoRSS  · microformat  · RDF
     Siti designati patrimonio mondiale dall'UNESCO ()
     Siti designati riserve della biosfera (RB)
     Parchi designati in entrambi i programmi UNESCO sopraccitati
| Nome                         | Immagine                    | Stato/i                                      | Istituzione del parco | Superficie in km² (2021) | Visitatori (2021) | Descrizione |
| ---------------------------- | --------------------------- | -------------------------------------------- | --------------------- | ------------------------ | ----------------- | --- |
| Acadia                       |                             | Maine 44.35°N 68.21°W                        | 26 febbraio 1919      | 198,6                    | 4069098           | Acadia si snoda sulla maggior parte dell'isola di Mount Desert e di altre isole costiere, comprendendo il monte Cadillac, la più alta cima della costa atlantica del Paese, rocce di granito, coste oceaniche, boschi e laghi. Sono presenti corsi d'acqua dolce, estuari, foreste e habitat intertidali. |
| Arches                       |                             | Utah 38.68°N 109.57°W                        | 12 novembre 1971      | 310,3                    | 1806865           | Il sito ospita più di 2.000 archi naturali in arenaria, con alcuni dei più famosi che sono il Delicate Arch, il Landscape Arch e il Double Arch. Milioni di anni di erosione hanno contribuito alla creazione di queste forme in un clima desertico dove, malgrado il terreno arido, le croste biologiche e le fosse presenti ospitano dei bacini idrici naturali fondamentali per sostenere la vita. Altre formazioni geologiche includono pinnacoli e altre rocce erose dal vento e dal sole. |
| Arco della porta             |                             | Missouri 38.63°N 90.19°W                     | 22 febbraio 2018      | 0,4                      | 1145081           | L'arco catenario della porta è una struttura di 192 m (sia in altezza sia in larghezza) costruita per commemorare la spedizione di Lewis e Clark, partita durante il mandato di Thomas Jefferson e funzionale a consentire la successiva espansione verso ovest del Paese. Il vicino vecchio tribunale, raggiungibile percorrendo una greenway situata a ovest dell'arco, fu sede del processo di primo grado che si svolse nel caso Dred Scott contro Sandford relativo alla schiavitù. Un museo sotterraneo descrive la costruzione dell'arco e l'espansione statunitense verso ovest. |
| Badlands                     |                             | Dakota del Sud 43.75°N 102.5°W               | 10 novembre 1978      | 982,4                    | 1224226           | Le Badlands ospitano un gran numero di butte, pinnacoli, calanchi e praterie di erba mista. Il fiume White è sede del più grande deposito conosciuto di fossili di mammiferi del tardo Eocene e Oligocene. La fauna comprende bisonti, pecore delle Montagne Rocciose, furetti dai piedi neri e cani della prateria. |
| Big Bend                     |                             | Texas 29.25°N 103.25°W                       | 12 giugno 1944        | 3242,2                   | 581220            | Istituito soprattutto per tutelare la regione del Big Bend nel Rio Grande lungo il confine tra Messico e Stati Uniti, il parco comprende una parte ampia e remota del deserto di Chihuahua. La principale attrazione è rappresentata dai sentieri che percorrono gli aridi monti Chisos e dai canyon collocati lungo il fiume. All'interno dei suoi confini esiste anche un'ampia varietà di fossili risalenti al Cretaceo e Terziario, nonché manufatti culturali di nativi americani. (RB) |
| Biscayne                     |                             | Florida 25.65°N 80.08°W                      | 28 giugno 1980        | 700                      | 705655            | Parte centrale della baia di Biscayne, questo parco prevalentemente sottomarino all'estremità nord delle Florida Keys ha quattro ecosistemi marini correlati: la foresta di mangrovie, la baia, le Keys e le barriere coralline. Tra gli animali minacciati si annoverano il lamantino dei Caraibi, il coccodrillo americano, varie tartarughe marine e il falco pellegrino. |
| Black Canyon of the Gunnison |                             | Colorado 38.57°N 107.72°W                    | 21 ottobre 1999       | 124,6                    | 308910            | Il parco tutela un quarto del fiume Gunnison, che si fa strada tra le pareti a strapiombo del canyon di roccia scura di epoca precambriana. Il canyon presenta alcune delle scogliere più ripide e delle rocce più antiche del Nord America ed è particolarmente noto agli appassionati di rafting e arrampicata su roccia. Il profondo e stretto canyon è composto da gneiss e scisto, che appare di colore nero quando è in ombra. |
| Bryce Canyon                 |                             | Utah 37.57°N 112.18°W                        | 25 febbraio 1928      | 145                      | 2104600           | Il Bryce Canyon è un anfiteatro naturale sull'altopiano di Paunsaugunt con centinaia di camini delle fate alti e di vario colore generati dall'erosione. La regione fu originariamente colonizzata dai nativi americani e successivamente dai pionieri mormoni. |
| Canyonlands                  |                             | Utah 38.2°N 109.93°W                         | 12 settembre 1964     | 1366,2                   | 911594            | Il paesaggio locale è stato eroso originando un labirinto di canyon, butte e mesa causati dall'azione combinata del fiume Colorado, il Green e dei loro affluenti, che frammentano il parco in tre distretti. Nella regione si trovano anche pinnacoli rocciosi e archi, oltre a manufatti realizzati dagli Anasazi. |
| Capitol Reef                 | Cassidy Arch a Capitol Reef | Utah 38.2°N 111.17°W                         | 18 dicembre 1971      | 979                      | 1405353           | La formazione geologica chiamata Waterpocket Fold è una monoclinale lunga 160 km che attira parecchi visitatori per la sua geomorfologia unica. Altre attrazioni naturali includono monoliti, ripide pareti rocciose e duomi di arenaria a mo' di Campidoglio di Washington. |
| Carlsbad Caverns             |                             | Nuovo Messico 32.17°N 104.44°W               | 14 maggio 1930        | 189,3                    | 349244            | Il complesso delle caverne di Carlsbad vanta 117 grotte, la più lunga delle quali supera 190 km. La Big Room è lunga quasi 1.200 m e le grotte ospitano oltre 400.000 pipistrelli dalla coda libera messicani e altre sedici specie. La Rattlesnake Springs è un'oasi ricreativa che offre riposo agli escursionisti. () |
| Channel Islands              |                             | California 34.01°N 119.42°W                  | 5 marzo 1980          | 1009,9                   | 319252            | Cinque delle otto Channel Islands sono protette, con la metà dell'area del parco che si sviluppa sott'acqua. Le isole hanno un ecosistema mediterraneo unico colonizzato secoli orsono dai Chumash. Nella zona si annoverano oltre 2.000 specie di piante e animali terrestri, 145 endemiche, incluso l'urocione delle Channel Islands. I servizi di traghetti consentono gli spostamenti ai turisti che, dalla terraferma, decidono di recarsi sulle isole. (RB) |
| Congaree                     |                             | Carolina del Sud 33.78°N 80.78°W             | 10 novembre 2003      | 108                      | 215181            | Snodandosi attorno al fiume Congaree, questo parco è la porzione più grande della foresta alluvionale di un'antica pianura del Nord America. Alcuni degli alberi del posto sono tra i più alti degli Stati Uniti orientali. Una passerella sopraelevata chiamata Boardwalk Loop guida i visitatori attraverso la palude. (BR) |
| Crater Lake                  |                             | Oregon 42.94°N 122.1°W                       | 22 maggio 1902        | 741,5                    | 647751            | Come suggerisce il nome, il lago Crater si trova all'interno della caldera di un antico vulcano, il monte Mazama, che crollò 7.700 anni fa. Il lago è il più profondo degli Stati Uniti ed è noto per il suo vivido colore blu e la limpidezza dell'acqua. L'isola di Wizard e la Phantom Ship sono due formazioni vulcaniche più recenti all'interno della caldera. Poiché il lago non ha insenature o sbocchi, esso si riempie soltanto tramite l'acqua piovana. |
| Cuyahoga Valley              |                             | Ohio 41.24°N 81.55°W                         | 11 ottobre 2000       | 131,8                    | 2575275           | Il parco si sviluppa lungo il fiume Cuyahoga e vanta cascate, colline, sentieri e percorsi dedicati alla cultura contadina precedente all'arrivo degli europei. L'Ohio and Erie Canal Towpath Trail segue il canale Ohio and Erie, dove i muli trainavano i battelli. Il parco annovera numerose dimore storiche, ponti e strutture, garantendo inoltre la possibilità di compiere un giro panoramico in treno. |
| Dei ghiacciai                |                             | Montana 48.8°N 114°W                         | 11 maggio 1910        | 4100                     | 3081656           | Parte statunitense del più vasto Parco internazionale della pace Waterton-Glacier, esso comprende 26 ghiacciai e 130 laghi con un proprio nome circondati dalle cime delle Montagne Rocciose. Esistono hotel storici e diversi percorsi escursionistici, ma il numero dei ghiacciai è in rapida decrescita da decenni. Le vette locali, generate da un sovrascorrimento, custodiscono fossili del Paleozoico, tra cui trilobiti, molluschi, felci giganti e dinosauri. Il parco ospita anche il Triple Divide Peak, che forma il confine tra gli spartiacque degli oceani Atlantico, Pacifico e Artico. () (RB) |
| Denali                       |                             | Alaska 63.33°N 150.5°W                       | 26 febbraio 1917      | 19185,8                  | 229521            | Si snoda intorno al Monte McKinley (il cui nome indigeno, da cui deriva il nome del parco, è Denali), la vetta più elevata e con la maggiore prominenza topografica del Nord America. Per raggiungere la località si può percorrere un'unica strada, la quale conduce a Wonder Lake. Il Monte McKinley e le altre cime della Catena dell'Alaska sono ricoperte da grossi ghiacciai e foreste boreali. La fauna comprende orsi grizzly, bighorn bianchi, ursoni, caribù e lupi dello Yukon. (RB) |
| Dry Tortugas                 |                             | Florida 24.63°N 82.87°W                      | 26 ottobre 1992       | 261,8                    | 83817             | Le isole delle Dry Tortugas, situate all'estremità occidentale delle Florida Keys, sono sede di Fort Jefferson, una struttura risalente alla guerra di secessione, è quella con la muratura maggiore di tutto l'emisfero occidentale. Il parco ospita barriere coralline incontaminate e relitti di navi ed è accessibile soltanto tramite aereo o in barca. (RB) |
| Dune dell'Indiana            |                             | Indiana 41.6533°N 87.0524°W                  | 15 febbraio 2019      | 62,1                     | 3177210           | La sezione del lungolago di 32 km della sponda meridionale dello specchio d'acqua Michigan vanta spiagge sabbiose e alte dune. Il parco comprende praterie erbose, torbiere e zone umide palustri che ospitano oltre 2.000 specie viventi. |
| Everglades                   |                             | Florida 25.32°N 80.93°W                      | 30 maggio 1934        | 6106,5                   | 942130            | Le Everglades rappresentano la più grande riserva naturale tropicale degli Stati Uniti. Tra queste mangrovie, l'ecosistema della foresta pluviale tropicale e l'estuario marino ospitano 36 specie protette, tra cui la pantera della Florida, il coccodrillo americano e il lamantino dei Caraibi. Alcune aree sono state prosciugate per renderle idonee alla costruzione di edifici, ma i progetti di ripristino recentemente considerati dal governo della Florida mirano a favorire il ritorno dell'ambiente naturale di una volta. () (RB) |
| Fiordi di Kenai              |                             | Alaska 59.92°N 149.65°W                      | 2 dicembre 1980       | 14870,3                  | 411782            | Vicino a Seward sulla penisola di Kenai, questo parco protegge il campo di ghiaccio Harding e almeno 38 ghiacciai e fiordi. L'unico accessibile al pubblico è ammirabile da vicino è il ghiacciaio Exit, in rapida diminuzione. Le escursioni in barca e in kayak offrono un'ampia panoramica sui ghiacciai, sugli uccelli marini e sulle balene che popolano i fondali. |
| Foresta pietrificata         |                             | Arizona 35.07°N 109.78°W                     | 9 dicembre 1962       | 895,9                    | 590334            | Questa sezione della formazione geologica di Chinle ha una grande concentrazione di foreste fossili risalenti a 225 milioni di anni fa. Il Deserto Dipinto che domina il paesaggio presenta scogliere erose dai fattori atmosferici di roccia vulcanica di colore rosso chiamate bentoniti. In questo parco sono stati protetti anche dei fossili di dinosauri e oltre 350 siti occupati da nativi americani. |
| Gates of the Arctic          |                             | Alaska 67.78°N 153.3°W                       | 2 dicembre 1980       | 30448,1                  | 7362              | Il parco più settentrionale del Paese comprende territori incontaminati situati tra i monti Brooks dell'Alaska e non vi sono strutture all'interno dell'area tutelata. La terra ospita tribù native dell'Alaska, le quali hanno vissuto dedicandosi all'agricoltura e alla caccia di caribù per 11.000 anni. |
| Glacier Bay                  |                             | Alaska 58.5°N 137°W                          | 2 dicembre 1980       | 13044,6                  | 89768             | Glacier Bay ospita ghiacciai, montagne, fiordi e una foresta pluviale temperata, oltre a fornire rifugio a grandi gruppi di orsi grizzly, capre delle nevi, balene, foche e aquile. Quando fu scoperta nel 1794 da George Vancouver, l'intera baia era ricoperta di ghiaccio, ma da allora i ghiacciai si sono ritirati di oltre 105 km. () (RB) |
| Grand Canyon                 |                             | Arizona 36.06°N 112.14°W                     | 26 febbraio 1919      | 4862,9                   | 4532677           | Il Grand Canyon, scolpito dalle tumultuose acque del fiume Colorado, è lungo 446 km, profondo 1,6 km e largo fino a 24 km. Milioni di anni di erosione hanno esposto gli strati multicolori dell'altopiano del Colorado sotto forma di mesa o pareti del canyon, chiaramente visibili dai sentieri che scendono nel canyon dai fianchi nord e sud. () |
| Grand Teton                  |                             | Wyoming 43.73°N 110.8°W                      | 26 febbraio 1929      | 1254,7                   | 3885230           | Il Grand Teton è la vetta più alta della catena omonima. La caratteristica valle di Jackson Hole e i laghi pedemontani del posto pullulano di fauna selvatica endemica, offrendo un paesaggio che si contraddistingue da montagne scoscese alla cui base proliferano vari generi di salvia. (RB) |
| Grandi dune di sabbia        |                             | Colorado 37.73°N 105.51°W                    | 24 settembre 2004     | 434,4                    | 602613            | Le dune di sabbia presenti in zona, le più alte del Nord America in quanto raggiungono fino a 230 m, furono originate dai depositi dell'antico Rio Grande nella valle di San Luis. Al suo interno ospita una varietà di praterie, arbusti e zone umide, laghi alpini, sei montagne alte circa 4.000 m e foreste secolari. |
| Great Basin                  |                             | Nevada 38.98°N 114.3°W                       | 27 ottobre 1986       | 312,3                    | 144875            | Localizzato intorno alla seconda montagna più alta del Nevada, Wheeler Peak, la zona protetta ospita pini dai coni setolosi vecchi 5.000 anni, un ghiacciaio roccioso e le grotte calcaree di Lehman. Grazie alla sua posizione remota, l'osservazione degli astri durante la notte è di grande interesse. La fauna include l'orecchione di Townsend, l'antilocapra e la trota iridea di Bonneville. |
| Great Smoky Mountains        |                             | Carolina del Nord, Tennessee 35.68°N 83.53°W | 15 giugno 1934        | 2114,2                   | 14161548          | I monti Great Smoky, una sezione degli Appalachi, si estendono su un'ampia gamma di altitudini, ospitando oltre 400 specie di vertebrati, 100 specie di alberi e 5000 specie di piante. L'escursionismo risulta l'attrazione principale del parco, con oltre 1.300 km di percorsi, tra cui 110 km del Sentiero degli Appalachi. Altre attività includono la pesca, l'equitazione e percorsi turistici di quasi 80 strutture storiche. () (RB) |
| Haleakalā                    |                             | Hawaii 20.72°N 156.17°W                      | 1º luglio 1961        | 134,6                    | 853181            | Il vulcano Haleakalā, localizzato a Maui, presenta un cratere molto grande con numerosi coni di scorie, il sito riforestato con alberi non autoctoni dell'isola di Hosmer's Grove e i bacini d'acqua dolce di Kipahulu popolati da varie specie ittiche e dall'endemica oca delle Hawaii. Il parco annovera e tutela al suo interno il maggior numero di specie in via di estinzione rispetto a qualsiasi altra area protetta degli Stati Uniti. (RB) |
| Hot Springs                  |                             | Arkansas 34.51°N 93.05°W                     | 4 marzo 1921          | 22,5                     | 2162884           | Hot Springs fu originariamente istituita come riserva federale dal Congresso il 20 aprile 1832, risultando l'area più antica gestita dal National Park Service al momento della sua nascita (1916). Le sorgenti termali naturali sgorgano dai monti Ouachita, garantendo opportunità di relax ai turisti in un ambiente storico. Bathhouse Row conserva esempi di architettura del XIX secolo. Hot Springs fu il primo caso di parco nazionale confinato in una città ed era anche il più piccolo fino al 2018. |
| Isle Royale                  |                             | Michigan 48.1°N 88.55°W                      | 3 aprile 1940         | 2314                     | 25844             | L'isola più grande del lago Superiore è un luogo remoto e deserto. Assieme ai numerosi relitti che la circondano, ai corsi d'acqua e ai sentieri escursionistici, il parco comprende anche oltre 400 isole minori nel raggio di 7,2 km dalle sue coste. Ci sono solo 20 specie di mammiferi sull'isola, anche se la relazione tra le comunità locali di lupi e alci ha dei connotati singolari. (RB) |
| Isole Vergini                |                             | Isole Vergini 18.33°N 64.73°W                | 2 agosto 1956         | 60,9                     | 323999            | Il parco si sviluppa sull'isola su Saint John e preserva spiagge incontaminate circondate da foreste di mangrovie, distese di alghe e barriere coralline. Vanta inoltre siti archeologici risalenti ai Taíno e i resti di antiche piantagioni di zucchero dell'epoca di Cristoforo Colombo. |
| Joshua Tree                  |                             | California 33.79°N 115.9°W                   | 31 ottobre 1994       | 3217,9                   | 3064400           | Poiché comprende vaste aree del deserto del Colorado, di Mojave e la rocciosa catena di Little San Bernandino, il paesaggio locale non può che essere desertico ma comunque popolato da numerosi boschi di alberi di Giosuè. I grandi cambiamenti di elevazione rivelano vari ambienti contrastanti, tra cui dune di sabbia sbiancate, laghi asciutti, vette impervie e percorsi labirintici costellati di monoliti di monzogranite. (RB) |
| Katmai                       |                             | Alaska 58.5°N 155°W                          | 2 dicembre 1980       | 14870,3                  | 24764             | Questo parco nella penisola dell'Alaska salvaguarda la Valle dei Diecimila Fumi, un flusso di cenere generato dall'eruzione del 1912 di Novarupta, e lo stratovulcano monte Katmai. Oltre 2.000 orsi grizzly giungono in zona ogni anno per catturare la deposizione delle uova di salmone. Tra gli altri animali selvatici si possono scorgere caribù, lupi grigi, alci e ghiottoni. |
| Kings Canyon                 |                             | California 36.8°N 118.55°W                   | 4 marzo 1940          | 1869,2                   | 562918            | Sede di numerosi boschetti di sequoie giganti e dell'albero detto Generale Grant, il secondo albero misurato più grande del mondo, questo parco comprende anche parte del fiume Kings, il quale ha scolpito le variegate forme del canyon di granito omonimo, e del San Joaquin, nonché della grotta di Boyden. Sebbene l'area protetta in esame sia stata designata come tale nel 1940, essa accorpò da allora il parco nazionale del Generale Grant, istituito il 1º ottobre 1890 come quarto parco nazionale degli Stati Uniti. (RB) |
| Kobuk Valley                 |                             | Alaska 67.55°N 159.28°W                      | 2 dicembre 1980       | 2710,0                   | 11540             | Il sito tutela 98 km del fiume Kobuk e tre regioni di dune di sabbia. Create dai ghiacciai, le dune di sabbia di Great Kobuk, Little Kobuk e Hunt River si avvicinano ai 30 m di altezza e fanno registrare anche temperature di 38 °C, risultando le maggiori nella regione dell'Artico. Due volte all'anno, mezzo milione di caribù migra attraverso le dune e le scogliere fluviali che espongono fossili dell'era glaciale ben conservati. |
| Lake Clark                   |                             | Alaska 60.97°N 153.42°W                      | 2 dicembre 1980       | 10602,0                  | 18278             | La regione che circonda il lago Clark presenta quattro vulcani attivi, tra cui il monte Redoubt, oltre a numerosi fiumi, ghiacciai e cascate. Le foreste pluviali temperate, un altopiano della tundra e tre catene montuose completano il paesaggio. |
| Mammoth Cave                 |                             | Kentucky 37.18°N 86.1°W                      | 1º luglio 1941        | 218,6                    | 515774            | Con i suoi più di 640 km di passaggi esplorati, Mammoth Cave è il sistema di grotte più lungo al mondo. La fauna sotterranea comprende otto specie di pipistrelli, gamberi, pesci e salamandre. In superficie, il parco offre attività ricreative da compiere sul fiume Green, 112 km di sentieri escursionistici circa e numerose doline e sorgenti. () (RB) |
| Mesa Verde                   |                             | Colorado 37.18°N 108.49°W                    | 29 giugno 1906        | 212,4                    | 548477            | Custodisce oltre 4.000 siti archeologici degli Anasazi, vissuti qui e altrove nella regione dei Four Corners per almeno 700 anni. Le abitazioni rupestri costruite nel XII e XIII secolo includono Cliff Palace, che conta 150 stanze e 23 kiva, e la Balcony House, con i suoi numerosi passaggi e tunnel. () |
| Montagne Rocciose            |                             | Colorado 40.4°N 105.58°W                     | 26 gennaio 1915       | 1075,7                   | 4434848           | Divise in due da nord a sud dallo spartiacque continentale delle Americhe, questa porzione delle Montagne Rocciose vanta ecosistemi che variano da oltre 150 laghi ripariali a foreste montane e subalpine alla tundra alpina prive di alberi. La fauna selvatica tra cui wapiti, alci, cervi muli, pecore bighorn, orsi neri e puma abitano le sue montagne ignee e le valli glaciali. Tra le attrazioni si segnalano il Longs Peak, una famosa vetta del Colorado alta più di 4.000 m s.l.m., lo scenografico lago Bear e la storica Trail Ridge Road, che durante il tracciato supera la quota di 3.700 m s.l.m.. (RB) |
| Monte Rainier                |                             | Washington 46.85°N 121.75°W                  | 2 marzo 1899          | 956,6                    | 1670063           | Il monte Rainier, uno stratovulcano attivo, è la vetta più prominente della catena delle Cascate ed è coperta da 26 ghiacciai che hanno una propria denominazione, tra cui il Carbon e l'Emmons, rispettivamente il più lungo e il più grande degli USA contigui. Popolare meta per gli appassionati di alpinismo e trekking, più della metà del parco è ricoperta da foreste alpine e subalpine e prati ricoperti da fiori di campo particolarmente colorati nelle stagioni in cui sbocciano. L'area di Paradise, sul versante sud è tra i luoghi più innevati della Terra. Dal centro visitatori Longmire ha inizio il Wonderland Trail, che compie un giro ad anello intorno alla montagna.                                                            |
| Monti Guadalupe              |                             | Texas 31.92°N 104.87°W                       | 15 ottobre 1966       | 349,5                    | 243291            | Il parco include Guadalupe Peak, il punto più alto del Texas, nonché l'affascinante canyon McKittrick, reso celebre dai numerosi gruppi di aceri che costituiscono un unicum nell'arido deserto di Chihuahua. Inoltre, è presente una barriera corallina fossilizzata risalente al Permiano. |
| New River Gorge              |                             | Virginia Occidentale 38.07°N 81.08°W         | 27 dicembre 2020      | 292,8                    | 1682720           | Il fiume New rappresenta la gola fluviale più profonda a est del fiume Mississippi. Il parco comprende essenzialmente l'area della gola inferiore intorno al New River Gorge Bridge, che presenta alcune delle rapide più apprezzate dai fan del rafting del Paese. Delle sezioni più piccole non contigue svelano la città fantasma di Thurmond, il panorama visibile da Grandview e le cascate di Sandstone. Gli altri 263,71 km² del fiume sono stati di recente nominati riserva nazionale, tutelandone 85 km del percorso. |
| North Cascades               |                             | Washington 48.7°N 121.2°W                    | 2 ottobre 1968        | 2042,8                   | 17855             | Le montagne piene di ghiacciai delle North Cascades testimoniano una storia geologica spettacolare e complessa. Tra le valli fluviali e le alte vette ci sono otto diversi habitat popolati da 75 specie di mammiferi e 1.600 piante vascolari. Le famose aree escursionistiche e di arrampicata della riserva di Stephen Mather includono il passo di Cascade Pass, il monte Shuksan, il monte Triumph ed Eldorado Peak. La Ross Lake e la Lake Chelan National Recreation Area sono adiacenti ai due segmenti del parco e sono amministrati in maniera congiunta. |
| Olimpico                     |                             | Washington 47.97°N 123.5°W                   | 29 giugno 1938        | 3733,8                   | 2718925           | Tale parco, situato sulla penisola Olimpica, comprende un'ampia gamma di ecosistemi dalla costa del Pacifico alle foreste pluviali temperate fino alle cime alpine ghiacciate dei monti Olimpici, la più alta delle quali è il monte Olympus. Le foreste tropicali di Hoh e di Quinault sono le aree più umide degli Stati Uniti contigui, con la prima che riceve una media di quasi 3,7 m di pioggia ogni anno. () (RB) |
| Pinnacoli                    |                             | California 36.48°N 121.16°W                  | 10 gennaio 2013       | 108,0                    | 348857            | Così denominato per via dei resti erosi di una porzione di un vulcano spento, gli enormi monoliti neri e dorati del parco di andesite e riolite rappresentano una destinazione popolare per gli appassionati di scalata. Gli escursionisti che si recano nel parco hanno la possibilità di attraversare la regione a ridosso della catena Costiera Pacifica. Il parco è uno dei pochi luoghi in cui è possibile ammirare dei condor della California allo stato brado, una specie in via di estinzione. È inoltre da segnalare la presenza di una numerosa comunità di falchi di prateria e di più di 13 specie di pipistrelli che abitano le grotte locali.                                                                                              |
| Redwood                      |                             | California 41.3°N 124°W                      | 2 ottobre 1968        | 562,5                    | 435879            | Redwood e i parchi statali co-gestiti tutelano quasi la metà di tutti i gruppi di sequoie della California rimanenti sul pianeta, invero gli alberi più alti del globo. In quest'area molto attiva dal punto di vista sismico di districano tre grandi sistemi fluviali e nei 60 km di costa protetta si rintracciano pozze di marea e faraglioni. Gli ecosistemi di praterie, estuari, coste, fiumi e foreste ospitano un'ampia varietà di specie animali e vegetali. () |
| Sabbie bianche               |                             | Nuovo Messico 32.78°N 106.17°W               | 20 dicembre 2019      | 592,2                    | 782469            | Situate nel bacino circondato da montagne di Tularosa, le sabbie bianche sono costituite dalla sezione meridionale di un'area vasta 710 km² e costellata di dune di sabbia composte da cristalli di gesso; tale cifra la rende il maggiore campo di dune di tale minerale al mondo. Il parco rientra per intero nel White Sands Missile Range e viene chiuso quando vengono condotti test militari. |
| Saguaro                      |                             | Arizona 32.25°N 110.5°W                      | 14 ottobre 1994       | 375,8                    | 1079786           | Diviso nei due distretti separati dei monti Rincon e dei monti Tucson, questo parco è la prova che l'arido deserto di Sonora ospita ancora una grande varietà biologica che copre sei comunità biotiche. Oltre al saguaro gigante da cui il nome del parco, tra le specie viventi si annoverano specie vegetali dei generi Echinocactus, Cylindropuntia e Opuntia oltre ad animali quali il pipistrello dal naso lungo, l'allocco macchiato e il pecari dal collare. |
| Samoa Americane              |                             | Samoa Americane 14.25°S 170.68°W             | 31 ottobre 1988       | 33,4                     | 8495              | Il parco nazionale più meridionale della nazione si trova su tre isole samoane e ingloba una barriera corallina, foreste pluviali, montagne vulcaniche e spiagge bianche. Tra le specie animali, l'area fornisce rifugio a volpi volanti, sule fosche, tartarughe marine e 900 specie ittiche. |
| Sequoia                      |                             | California 36.43°N 118.68°W                  | 25 settembre 1890     | 1635,2                   | 1059548           | Il parco tutela la Foresta gigante, la quale vanta alcuni degli alberi più grandi del mondo e di cui il maggiore è il Generale Sherman. Tra gli altri punti di interesse si segnalano le oltre 240 grotte locali, un lungo segmento della Sierra Nevada che comprende la cima più elevata degli Stati Uniti contigui, ovvero il monte Whitney, e Moro Rock, un grande duomo di granito. (RB) |
| Shenandoah                   |                             | Virginia Occidentale 38.53°N 78.35°W         | 26 dicembre 1935      | 810,1                    | 1592312           | I monti Blue Ridge di Shenandoah sono ricoperti da foreste di latifoglie che pullulano di un'ampia varietà di fauna selvatica. La Skyline Drive e il Sentiero degli Appalachi percorrono l'intera lunghezza di questo stretto parco, ma sono oltre 800 i chilometri di ogni percorso escursionistico che segue il fiume Shenandoah e i suoi paesaggi. |
| Theodore Roosevelt           |                             | Dakota del Nord 46.97°N 103.45°W             | 10 novembre 1978      | 285,1                    | 796085            | Tale regione, che attirò al suo tempo il forte interesse del presidente Theodore Roosevelt (1858-1919), è costituita da un parco di tre unità nei calanchi settentrionali. Oltre allo storico rifugio di Roosevelt, esistono numerose strade panoramiche e opportunità di escursioni nell'entroterra. La fauna comprende bisonti americani, antilocapre, pecore bighorn e cavalli allo stato brado. |
| Valle della Morte            |                             | California, Nevada 36.24°N 116.82°W          | 31 ottobre 1994       | 13793,3                  | 1146551           | La Valle della Morte è il luogo più caldo, più basso e più arido degli Stati Uniti, con temperature diurne che hanno superato in passato i 54 °C. La zona protetta ingloba il bacino di Badwater e le sue vaste saline collocate alla quota più bassa del Nord America (-86 m s.l.m.). Il parco protegge anche canyon, calanchi, dune di sabbia, catene montuose, miniere storiche, sorgenti e oltre 1.000 specie di piante che crescono in questo graben geologico. (RB) |
| Voyageurs                    |                             | Minnesota 48.5°N 92.88°W                     | 8 aprile 1975         | 883,1                    | 243042            | Il parco tutela quattro laghi situati vicino al confine tra Canada e Stati Uniti e attira appassionati di canottaggio, kayak e pesca. In passato l'area era abitata dalle tribù degli Ojibway, dai commercianti di pellicce francesi chiamati voyageurs e dai minatori d'oro, con alcuni degli antichi edifici storici che sono sopravvissuti. La geomorfologia locale è stata disegnata dai ghiacciai, con il risultato che sono presenti alti strapiombi, isole, baie e dirupi coperti dalla vegetazione. |
| Vulcani delle Hawaii         |                             | Hawaii 19.38°N 155.2°W                       | 1º agosto 1916        | 1317,7                   | 1262747           | Situato sulla grande isola di Hawaii, il parco protegge i vulcani Kīlauea e Mauna Loa, due dei siti di interesse geologico più attive al mondo. Tra gli ecosistemi locali più celebri, invero molto diversi, si segnalano le foreste tropicali che crescono a ridosso dell'oceano e gli aridi terreni solcati dalle lave a 4.000 m. () (RB) |
| Vulcanico di Lassen          |                             | California 40.49°N 121.51°W                  | 9 agosto 1916         | 431,4                    | 359635            | Lassen Peak, il vulcano con il duomo di lava maggiore del mondo, è affiancato da tutti e tre gli altri tipi di vulcani in questo parco, ovvero a scudo, coni di scorie e compositi. Sebbene il Lassen Peak eruttò per l'ultima volta nel 1915, anche la maggior parte del resto del parco risulta geologicamente molto attiva. Numerose strutture idrotermali, tra cui fumarole, pozze bollenti e pozze di fango ribollenti, vengono riscaldate dalla roccia fusa situata al di sotto della vetta. |
| Wind Cave                    |                             | Dakota del Sud 43.57°N 103.48°W              | 9 gennaio 1903        | 137,5                    | 709001            | Wind Cave si distingue per le sue formazioni di calcite chiamate boxwork, una formazione unica che si trova raramente altrove, e per le escrescenze aghiformi chiamate frostwork. Si tratta di una delle grotte più lunghe del mondo e si formano al suo interno delle correnti di vento quando la pressione dell'aria cambia. In superficie il territorio ospita distese erbose particolarmente apprezzate da animali quali i bisonti, i furetti dai piedi neri e i cani della prateria. Le foreste di pini gialli ospitano invece puma e cervi. La grotta ha avuto un grande valore simbolico per il popolo dei Lakota, considerando che la loro versione del mito della creazione presentava dei collegamenti con il luogo in esame.                   |
| Wrangell–St. Elias           |                             | Alaska 61°N 142°W                            | 2 dicembre 1980       | 33682,6                  | 50189             | Il più grande parco nazionale del Paese tutela il punto in cui la catena dell'Alaska, i Chugach, Wrangell e Sant'Elia si congiungono dando forma a una regione montuosa e sede dei vulcani più alti del continente, incluso il Saint Elias (5.489 m s.l.m.). Più di un quarto del parco è ricoperto di ghiacciai, tra cui l'Hubbard, che finisce in mano ed è il più lungo ghiacciaio di tipo artico del mondo, il pedemontano Malaspina e il Nabesna, situato nell'omonima valle. () |
| Yellowstone                  |                             | Wyoming, Montana, Idaho 44.6°N 110.5°W       | 1º marzo 1872         | 8983,2                   | 4860242           | Situato sulla caldera di Yellowstone, il parco si estende sul più vasto supervulcano attivo al mondo. L'attività geotermica è intensa, come dimostra la presenza di bacini di fango bollente, sorgenti termali dai colori vivaci come Grand Prismatic Spring e geyser che rilasciano acqua calda a ritmi regolari, di cui il più noto è l'Old Faithful. Il colore giallo del Grand Canyon del fiume Yellowstone contiene diverse cascate e ben quattro catene montuose attraversano il parco. Popolano la regione più di 60 specie di mammiferi tra cui lupi grigi, grizzly, orsi neri, linci, bisonti e cervi, con la regione che è conosciuta anche perché ritenuta uno dei migliori punti di osservazione della fauna selvatica della nazione. () (RB) |
| Yosemite                     |                             | California 37.83°N 119.5°W                   | 1º ottobre 1890       | 3082,7                   | 3287595           | Yosemite presenta scogliere di granito a strapiombo, cascate eccezionalmente alte e foreste secolari generando una combinazione unica di geologia e idrologia. Gli Half Dome e El Capitan costituiscono probabilmente i due punti più famosi della valle di Yosemite, allo stesso modo delle altissime cascate che precipitano dai ripidi dirupi (739 m). I tre vastissimi boschetti di sequoie, uniti alla natura incontaminata che si snoda nel cuore della Sierra Nevada, ospitano un'ampia gamma di specie animali e vegetali rare. () |
| Zion                         |                             | Utah 37.3°N 113.05°W                         | 19 novembre 1919      | 595,9                    | 5039835           | Situato all'incrocio tra l'altopiano del Colorado, il Gran Bacino e il deserto di Mojave, questo parco contiene elementi di arenaria come mesa, torri rocciose e canyon, tra cui Virgin River Narrows. Le varie formazioni di arenarie e gli affluenti del fiume Virgin danno luogo a un ecosistema suddiviso in quattro sottoinsiemi: desertico, ripariale, boschivo e delle foreste di conifere. |

### Parchi per stato o territorio
La seguente tabella include i 30 stati e due territori che hanno parchi nazionali. Le zone protette interamente comprese all'interno di uno stato o territorio ricadono sotto la colonna "statali", mentre quelli compresi nel territorio di più stati rientrano nella sezione "interstatali".
I territori non incorporati sono indicati in corsivo.
| Stato                | Parchi totali | Parchi statali | Parchi interstatali |
| -------------------- | ------------- | -------------- | ------------------- |
| California           | 9             | 8              | 1                   |
| Alaska               | 8             | 8              | -                   |
| Utah                 | 5             | 5              | -                   |
| Colorado             | 4             | 4              | -                   |
| Arizona              | 3             | 3              | -                   |
| Florida              | 3             | 3              | -                   |
| Washington           | 3             | 3              | —                   |
| Hawaii               | 2             | 2              | -                   |
| Nuovo Messico        | 2             | 2              | -                   |
| Dakota del Sud       | 2             | 2              | -                   |
| Texas                | 2             | 2              | -                   |
| Montana              | 2             | 1              | 1                   |
| Nevada               | 2             | 1              | 1                   |
| Wyoming              | 2             | 1              | 1                   |
| Samoa Americane      | 1             | 1              | -                   |
| Arkansas             | 1             | 1              | -                   |
| Indiana              | 1             | 1              | -                   |
| Kentucky             | 1             | 1              | -                   |
| Maine                | 1             | 1              | -                   |
| Michigan             | 1             | 1              | -                   |
| Minnesota            | 1             | 1              | -                   |
| Missouri             | 1             | 1              | -                   |
| Dakota del Nord      | 1             | 1              | -                   |
| Ohio                 | 1             | 1              | -                   |
| Oregon               | 1             | 1              | -                   |
| Carolina del Sud     | 1             | 1              | -                   |
| Isole Vergini        | 1             | 1              | -                   |
| Virginia             | 1             | 1              | -                   |
| Virginia Occidentale | 1             | 1              | -                   |
| Idaho                | 1             | -              | 1                   |
| Carolina del Nord    | 1             | -              | 1                   |
| Tennessee            | 1             | -              | 1                   |